# Paelocharis
Paelocharis är ett släkte av skalbaggar. Paelocharis ingår i familjen vivlar.
Kladogram enligt Catalogue of Life:
| Paelocharis | \| \| Paelocharis inflata \| \| \| \| \| \| Paelocharis vestita \| \| \| \| |
|             | \| \| Paelocharis inflata \| \| \| \| \| \| Paelocharis vestita \| \| \| \| |
|             | Paelocharis inflata                                                         |
|             |                                                                             |
|             | Paelocharis vestita                                                         |
|             |                                                                             |